# 李楠 (篮球运动员)
李楠（1976年9月25日—），男，辽宁大连人，祖籍黑龙江。中国职业篮球运动员、教练，职业生涯效力于中国篮球职业联赛的八一火箭篮球俱乐部，司职小前锋。退役后先後担任中国国家男子篮球队主教练、江蘇肯帝亞主教練。在赛场上，李楠以出色的三分球技术著称，三分球命中率高，是中国男篮外线稳定的得分点，素有「小李飞刀」之称。2023年4月17日，中国篮球协会因消极比赛发布处罚决定，对苏州肯帝亚队主教练李楠，自处罚决定作出之日起3年内，中止其教练员注册资格。2024年5月27日，李楠加入北京首钢男篮教练组任技术顾问。

## 生平

### 篮球生涯
李楠1986年进入大连市体校，1988年进北京军区青年队，1991年入国家青年队，1996年首次入选国家队，时为中国国家队小前锋位置上最有经验的球员。1996年到2008年曾经四次参加奥运会并三次进入奥运会八强。2009年10月28日退役。2023年4月17日，由於其執教的江蘇肯帝亞被認定為存在消極比賽，從當天起3年內李楠的教练员注册资格被中止。

## 荣誉成绩
- CBA总冠军：1994-1995年、1995-1996年、1996-1997年、1997-1998年、1998-1999年、1999-2000年、2000-2001年、2006-2007年
- 亚运会冠军：1998年
- 亚锦赛冠军：1999年、2001年、2003年、2005年